# 11月10日广场

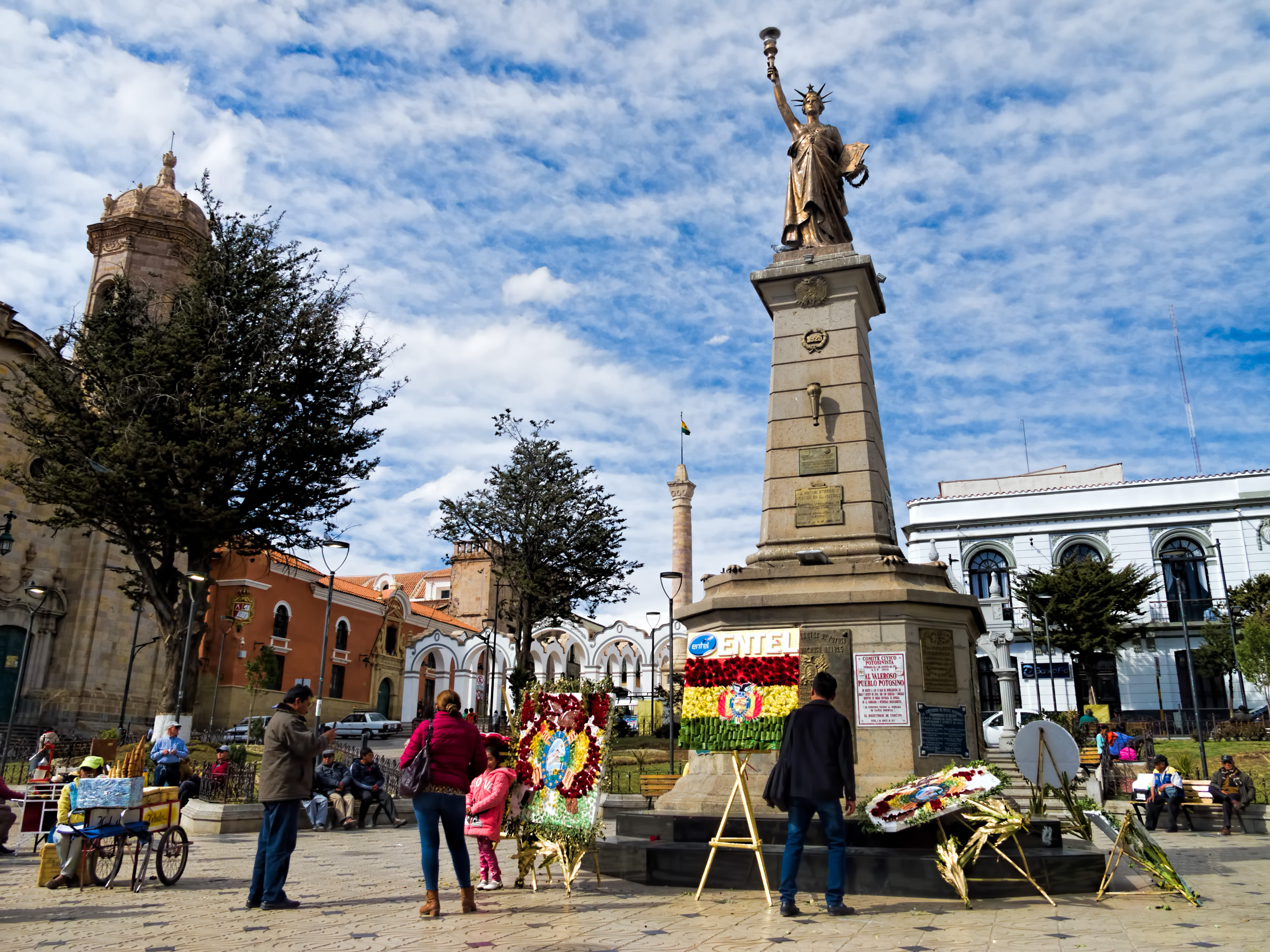

11月10日广场（西班牙語：Plaza 10 de Noviembre）是玻利维亚波托西的一个广场。广场上有四座雕塑：自由女神像、喷泉上的苍鹭、缪斯女神和小天使。广场周围的建筑包括王宫（Casas Reales）、造币厂（Casa de la Moneda）、波托西主教座堂和议会大厦（Cabildo）。广场的历史可以追溯到19世纪末。由于庆祝活动在此举行，也被称为“欢乐广场”（Plaza de Regocijo）。